# Sergio Vergara
Sergio Andrés Vergara Sáez (ur. 25 kwietnia 1994 w Curanipe) – chilijski piłkarz występujący na pozycji skrzydłowego, od 2024 roku zawodnik Rangers Talca.